# Elle veut tout savoir
Pour plus de détails, voir Fiche technique et Distribution.
Elle veut tout savoir (Jag är nyfiken - en film i blått) est un film suédois réalisé par Vilgot Sjöman, sorti en 1968.

## Synopsis
Elle veut tout savoir est un compagnon pour le film Je suis curieuse sorti en 1967.

## Fiche technique
- Titre : Elle veut tout savoir
- Titre original : Jag är nyfiken - en film i blått
- Réalisation : Vilgot Sjöman
- Scénario : Vilgot Sjöman
- Musique : Bengt Ernryd et Bengt Palmers
- Photographie : Peter Wester
- Montage : Wic Kjellin et Carl-Olov Skeppstedt
- Production : Göran Lindgren
- Société de production : Sandrews
- Pays :  Suède
- Genre : Drame
- Durée : 107 minutes
- Dates de sortie : 
  -  Suède : 11 mars 1968
  -  France : 18 septembre 1968

## Distribution
- Vilgot Sjöman : Vilgot Sjöman
- Lena Nyman : Anna Lena Lisabet Nyman / Lena
- Maj Hultén : le médecin
- Börje Ahlstedt : Börje
- Sonja Lindgren : Sonja Lindgren
- Bertil Wikström : Bertil Wikström
- Hans Hellberg : Hasse
- Bim Warne : la petite amie de Hasse
- Peter Lindgren : le père de Lena
- Gudrun Östbye : la mère de Lena
- Ulla Lyttkens : l'amie de Lena
- Marie Göranzon : Marie

## Distinctions
Le film a reçu le prix Guldbagge de la meilleure actrice pour Lena Nyman (également pour Je suis curieuse).